# Staatstheater Nordost
Staatstheater Nordost war der Arbeitsname eines geplanten Theaters im Landesteil Vorpommern und im Osten des Landesteils Mecklenburg des Landes Mecklenburg-Vorpommern. Standorte des Theaters sollten die Städte Greifswald, Neubrandenburg, Neustrelitz, und Stralsund sein. Weiterer Spielort wäre Putbus gewesen.

## Geschichte

### Fusionen in Mecklenburg-Vorpommern
Die Theaterlandschaft Mecklenburg-Vorpommerns war durch zehn eigenständige Theater in den Landesteilen Mecklenburg und Vorpommern geprägt. Die Landesregierung war bestrebt, die finanziellen Zuwendungen für die Theater zu konsolidieren. Die Theater in Wismar und Güstrow waren im Jahr 2014 nur noch Gastspielstätten ohne eigene Ensembles und Produktionen. Die Theater in Stralsund und Greifswald schlossen sich im Jahr 1994 zum Theater Vorpommern zusammen, das im Jahr 2005 auch das Theater Putbus übernahm. Im Jahr 2000 schlossen sich das Landestheater Mecklenburg, das Kammertheater Neubrandenburg und die Neubrandenburger Philharmonie zum Theater und Orchester Neubrandenburg/Neustrelitz zusammen. In Westmecklenburg vereinten sich im Sommer 2016 das Mecklenburgische Staatstheater Schwerin und das Mecklenburgische Landestheater Parchim zum Mecklenburgischen Staatstheater.

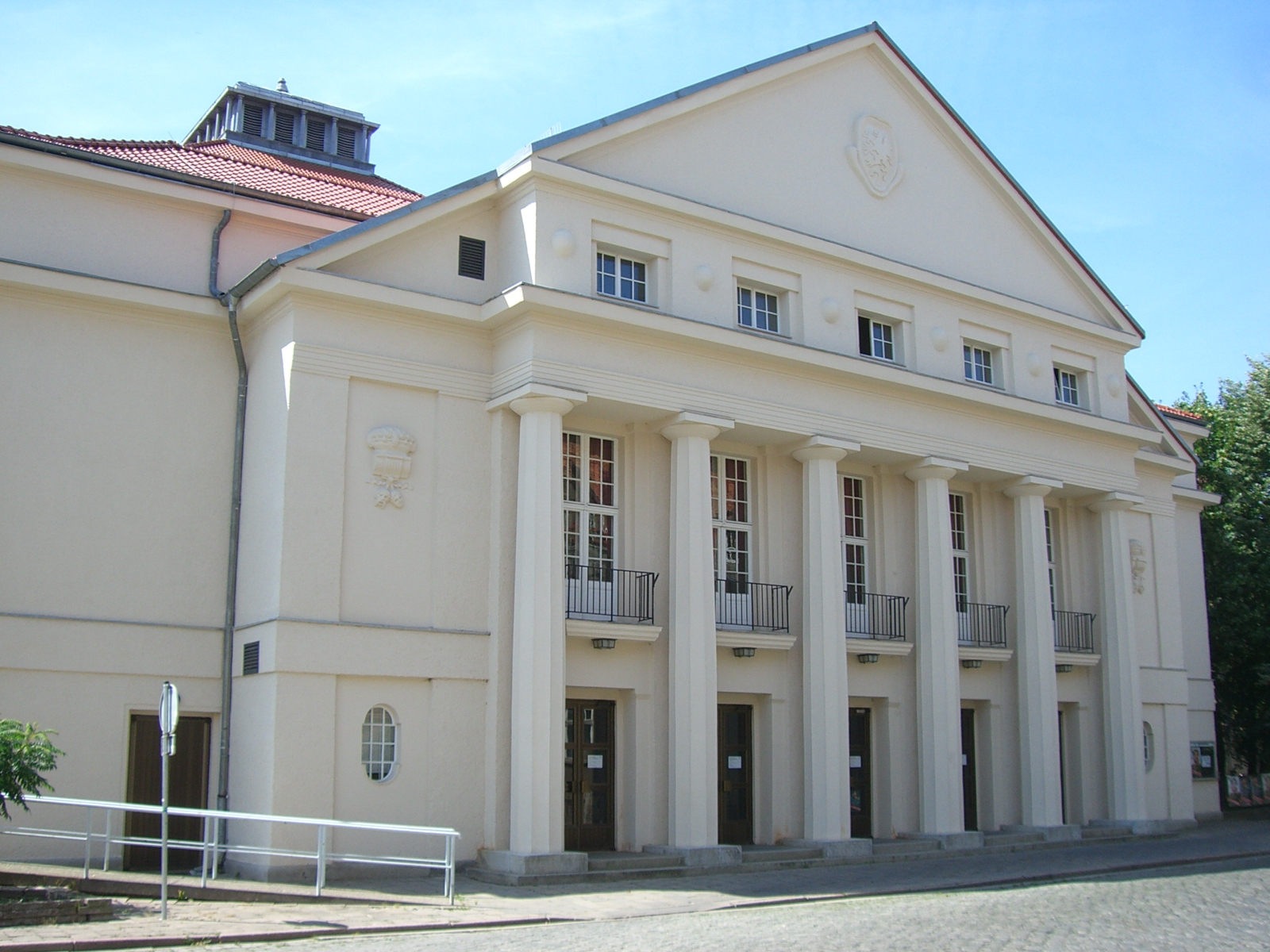
Theater in Greifswald (2007)

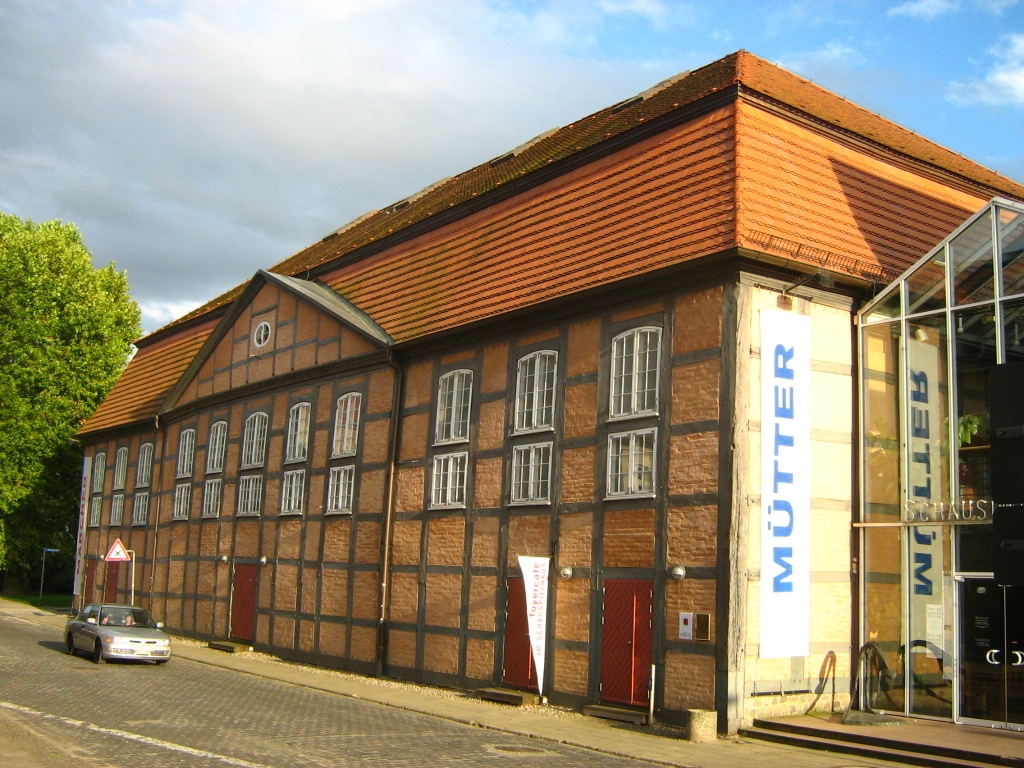
Theater in Neubrandenburg (2007)

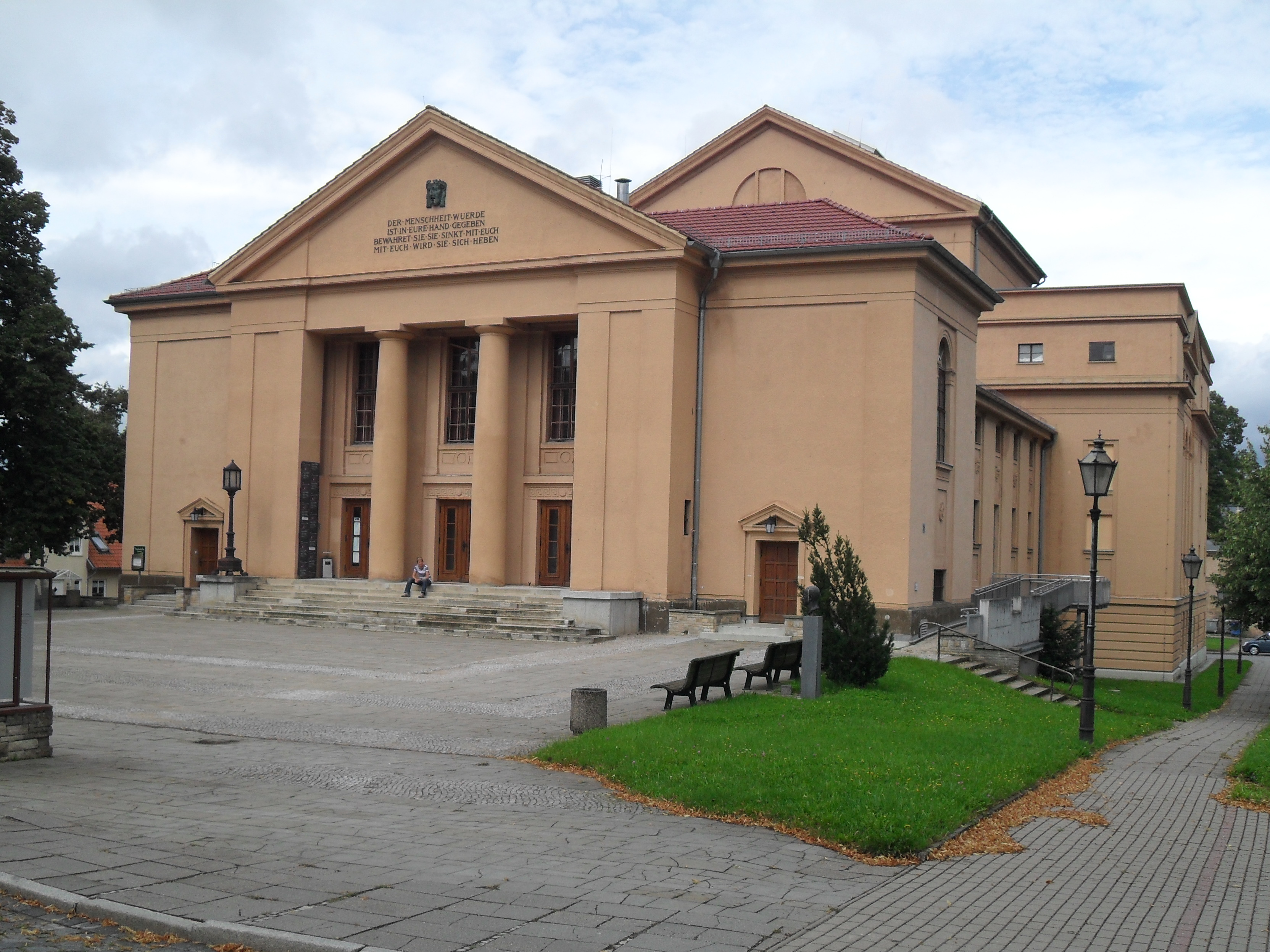
Theater in Neustrelitz (2011)

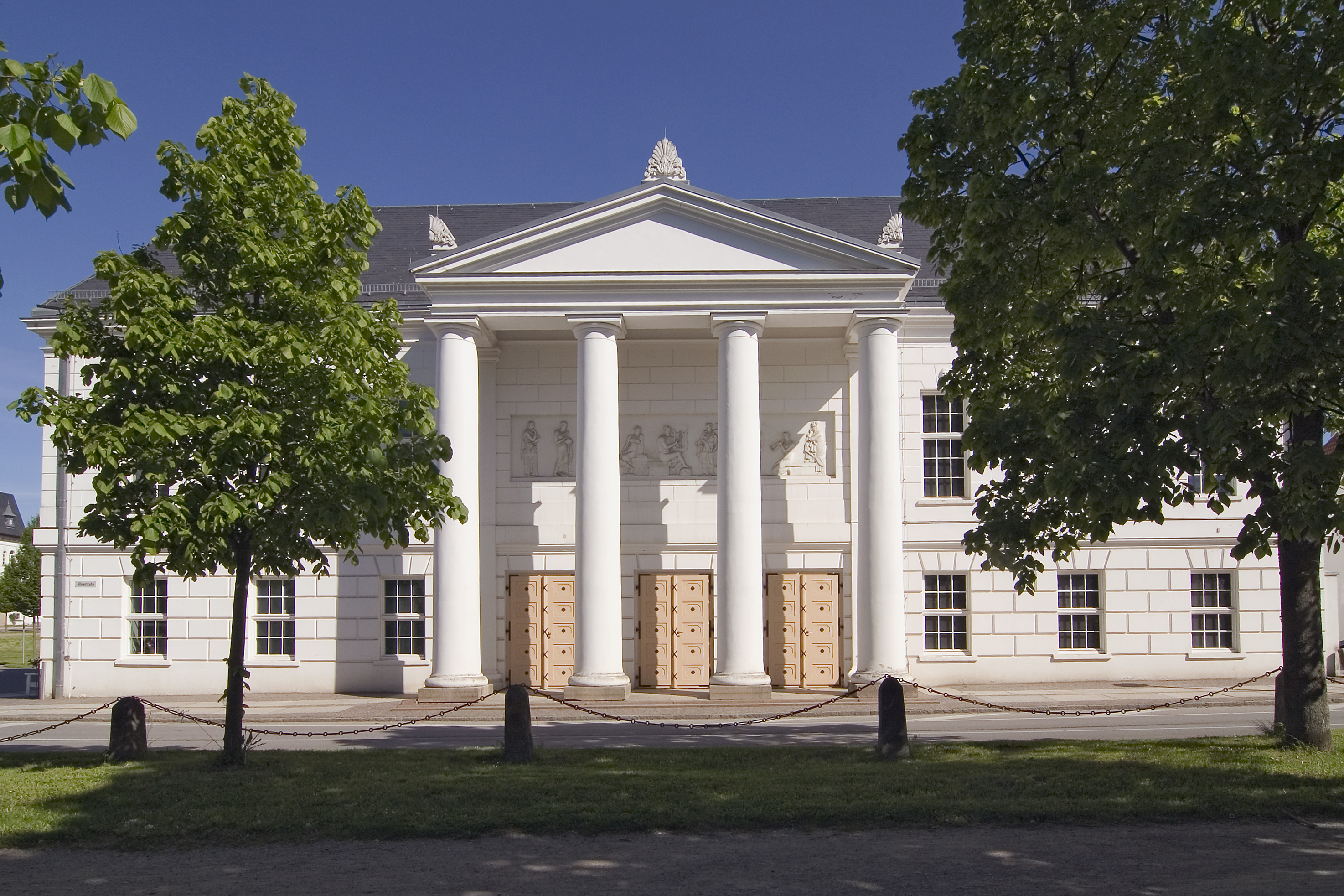
Theater in Putbus (2010)

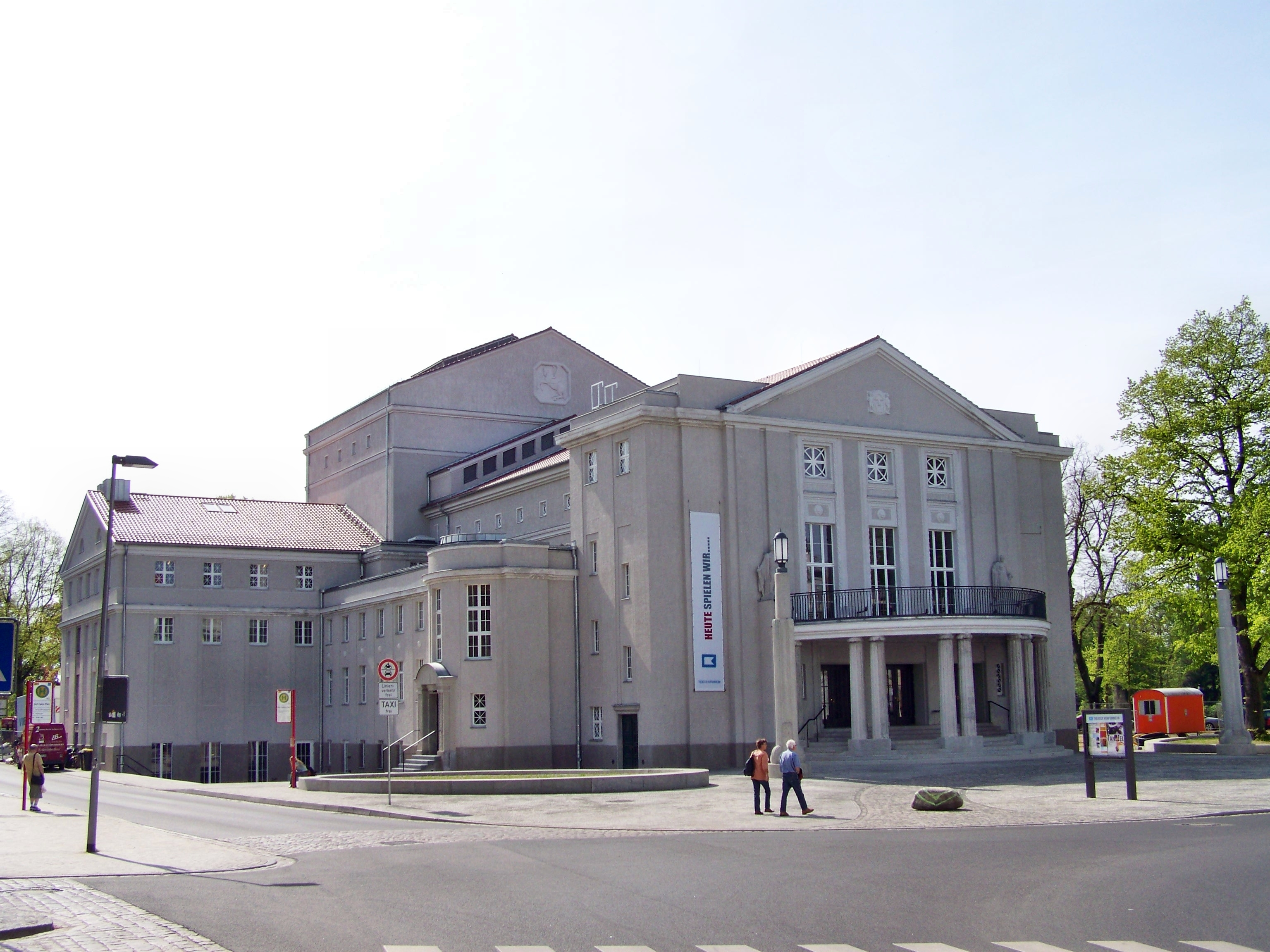
Theater in Stralsund (2008)

### Eckwertepapier 2014
Für den Landesteil Vorpommern wurde von der Landesregierung am 12. Dezember 2014 in Schwerin ein Eckwertepapier mit dem Titel „Theater und Orchester im östlichen Landesteil“ vorgestellt. Nach diesem würden – ohne eine Reform – im Jahr 2020 beim Theater Vorpommern und Theater und Orchester GmbH Neubrandenburg/Neustrelitz Defizite in einer Gesamthöhe von 5,84 Millionen Euro drohen; zwischen 2015 und 2022 wären es voraussichtlich 28,94 Millionen Euro. Aufgrund einer von der Firma Metrum Managementberatung erstellten Modellberechnung unterbreitete das Land das Angebot, dass sich die Landesregierung an der Trägerschaft eines aus Theater Vorpommern und Theater und Orchester Neubrandenburg/Neustrelitz gebildeten Staatstheaters beteiligt. Dazu sollen die bisherigen Träger und das Land gemeinsam eine Theater- und Orchestergesellschaft gründen, an der das Land bereit ist, eine Mehrheit zu halten. Die Träger sollen sich verpflichten alle Maßnahmen zu ergreifen, um den Wirtschaftsplan einzuhalten. Alles Weitere soll in einem Gesellschaftsvertrag geregelt werden. Zur Ausarbeitung der Details bildeten die bisherigen Träger, das Land sowie die Intendanten der Theater Anfang 2016 drei Arbeitsgruppen. Im Gesellschaftsvertrag wird vereinbart, dass das neue Staatstheater die Sparten Oper einschließlich Opernorchester in Stralsund, Schauspiel (inklusive Kinder- und Jugendtheater) und Ballett in Greifswald, Konzert in Neubrandenburg sowie Musikalisches Schauspiel in Neustrelitz betreibt. Auch die Festspiele im Schlossgarten sollen durch das künftige Staatstheater betrieben werden.
Das Land will dem Staatstheater Nordost bis zum Jahr 2020 jährlich einen Zuschuss von 16,289 Millionen Euro zu gewähren, die Träger sollen ihre anteiligen Mittel des Jahres 2014 weiterhin jährlich bereitstellen, die bisherigen indirekten Leistungen der Kommunen sollen beibehalten werden. Während das von der Firma Metrum vorgelegte Modell 383 Stellen für das neue Staatstheater umfasste, will das Land – nach Gesprächen mit den Trägern der Theater – bis zum Jahr 2022 bis zu 420 Personalstellen ermöglichen. Das neue Staatstheater soll bis 2020 wieder am Flächentarif orientierte Löhne und Gehälter bezahlen.
Für den Fall, dass sich ein Träger der Fusion nicht anschließt, wollte das Land seinen Finanzierungsbeitrag an diesen Träger auf ein Mindestmaß reduzieren und die darüber hinausgehenden Mittel den fusionswilligen Trägern zur Verfügung stellen.

### Zielvereinbarung 2015
Die Landesregierung legte im Jahr 2015 den die Theater tragenden Kommunen des Theaters Vorpommern und der Theater- und Orchester GmbH Neubranden-burg/Neustrelitz Entwürfe für eine Zielvereinbarung in Vorbereitung eines Staatstheaters Nordost vor. Am 13. März 2015 stimmte die Bürgerschaft Stralsund für Verhandlungen zur Fusion, am 16. April 2015 die Stadtvertreter Neubrandenburgs, am 13. April 2015 die Greifswalder Bürgerschaft. Der Kreistag Vorpommern-Rügen, die Bürgerschaften Stralsund und Greifswald sowie die Stadtvertretungen Neustrelitz und Neubrandenburg verbanden jeweils eigene Bedingungen mit dem Text der Zielvereinbarung, der Landkreis Mecklenburgische Seenplatte nahm den Entwurfstext in unveränderter Fassung an. Die Zielvereinbarung wurde nach den Beschlüssen der Kommunen geändert.

### Verhandlungen und Planungen
DIm November 2017 wurden erste Personalentscheidungen getroffen: Dirk Löschner, Intendant des Theaters Vorpommern, wurde neben Joachim Kümmritz als zweiter Geschäftsführer der Theater- und Orchester-Gesellschaft Neubrandenburg/Neustrelitz berufen. Dirk Löschner ist als Generalintendant des Staatstheaters Nordost vorgesehen; künftige Schauspieldirektorin ist Tatjana Rese.
Ein Zwei-Stufen-Plan enthielt zum 1. August 2018 die Verschmelzung zu einer gemeinsamen Gesellschaft mit einer Leitung; die Betriebe sollen in der Spielzeit 2018/19 wegen des Planungsvorlaufs wie bisher agieren, also mit einer Musiktheatersparte in Neustrelitz und mit beiden Orchestern und separaten Werkstätten. Zum Beginn der Spielzeit 2019/20 soll die Binnenstruktur verändert und die Orchester fusioniert werden. Im November 2017 fanden erste Tarifverhandlungen statt.

### Ende 2017: Fusion oder Kooperation
Ende 2017 wurde bekannt, dass es vorläufig nicht zu der angestrebten Fusion der Theater und Orchester im Osten von Mecklenburg-Vorpommern kommt.
Stefan Fassbinder, als Oberbürgermeister von Greifswald Vertreter eines Gesellschafters, gab drei Gründe an für die ins Stocken geratenen Fusionspläne an: Ein unvollständiger Wirtschaftsplan, ein fehlendes konkretes Transportkonzept und die mangelnde Einigung über die finanzielle Beteiligung der Gesellschafter. Eine Fusion hätte nach einem Bericht der Ostseezeitung am 21. Dezember 2017 Einsparungen in Höhe von 2,8 Millionen Euro gebracht, bei einem Etat für die beiden Theater in Höhe von 40 Millionen Euro.
Statt einer Fusion der beiden Theater wurde ein Kooperationsmodell vorgeschlagen. Dieses sieht vor, das die Theater eigenständig bleiben und nur bei bestimmten Aufführungen kooperieren. Für das Theater Vorpommern bedeutet das den Erhalt von 65 Arbeitsplätzen, gleichzeitig müssten die Städte Greifswald und Stralsund als Gesellschafter jährlich etwa 100.000 Euro Mehrkosten tragen.
Im Mai 2018 sagten die Landesregierung und die Gesellschafter der Theater die Fusion endgültig ab.

## Standorte

### Greifswald
Das Theater in Greifswald sollte Standort für Schauspiel (inklusive Kinder- und Jugendtheater) und Ballett sein.

### Neubrandenburg
Neubrandenburg war als Standort für Konzert vorgesehen; gespielt werden sollte im ehemaligen Schauspielhaus Neubrandenburg und in der als Kulturkirche genutzten Marienkirche.

### Neustrelitz
In Neustrelitz sollte das Musikalische Schauspiel ansässig sein; Spielort wäre das ehemalige Landestheater Neustrelitz gewesen. Auch die Festspiele im Schlossgarten gehörten zum geplanten Staatstheater Nordost.

### Putbus
Das Theater Putbus sollte kein eigener Standort, sondern lediglich Spielstätte des Staatstheaters sein.

### Stralsund
In Stralsund war der Standort der Sparte Oper einschließlich Opernorchester vorgesehen; Spielorte sollten das Stralsunder Theater sowie die als Kulturkirche genutzte Jakobikirche sein.